# 부에나 파밀리아
《부에나 파밀리아》(스페인어: Buena familia)는 2015년부터 2016년까지 방영된 필리핀의 드라마이다.